# 富信集团
富信集团（Intertrust Group）是一家上市的国际信托及企业管理公司，总部设在荷兰阿姆斯特丹。该公司最出名的是它的信托服务，包括税收、信托、企业管理和外包流程。2009年以来，大卫·德巴克一直为该公司的首席执行官。
富信在北美、南美、欧洲、亚洲和中东地区设有分部。公司的股票在阿姆斯特丹泛欧证券交易所挂牌上市。